# КС-19
„КС-19“ е съветско 100-мм оръдие за противовъздушна отбрана (ПВО).
Разработено е в конструкторското бюро на Лев Вениаминович Люлев, за да замести военновременните 85-мм ПВО оръдия. Влиза на въоръжение в Съветската армия през 1949 година. Изнасяно е за всички държави от Варшавския договор, както и други съюзници на СССР.
Изместено е от зенитните ракети, остава в употреба след 2000 година като евтин и сравнително ефективен заместител.

## Характеристики
Габаритни
- Обща дължина: 9,3 м
- Дължина ствола: 5,74 м
- Обща височина: 2,2 м
- Обща ширина: 2,32 м
- Бойно тегло: 11 000 к

Оперативни
- Калибър: 100 мм
- Време за привеждане в бойна готовност: 7 мин
- Време за извеждане от бойна готовност: 6 мин
- Оперативен ресурс на оръдието: 2800 изстрела
- Скорострелност: 15 изстрела/мин
- Елевация: -3 до +89 градуса
- Хоризонтална подвижност: 360 градуса
- Тегло на снаряда: ок. 15-16 кг
- Обсег (вертикален): 4 км (без радар), 12 км (с устройство за самовзривяване на снаряда); 15 км (без устройство)
- Обсег (хоризонтален): 21 км
- Начална скорост: 1000 м/сек.
- Вградени приспособления: телескоп ПО-1М с 5-кратно увеличение; панорамен телескоп с 4-кратно увеличение
- Допълнителни уреди: далекомер Д-49, радар СОН-9/СОН-9А с макс. обсег на засичане 80 км, честота 2,7-2,9 ГХц, мощност 300 КВт
- Амуниции: осколъчно-фугасни, бронебойни

## Оператори
- Беларус
- България
- Виетнам
- Русия
- Северна Корея – 500 бр.